# Nissoria
Nissoria es una localidad italiana de la provincia de  Enna, región de Sicilia, con 2.957 habitantes.

Ubicación de la ciudad de Nissoria dentro de la provincia de Enna.

## Evolución demográfica
| Gráfica de evolución demográfica de Nissoria entre 1861 y 2001 |
|                                                                |
| Fuente ISTAT - Elaboración gráfica por parte de Wikipedia      |

## Economía
La economía de Nissoria se basa principalmente en la industria de la Agricultura. Los sectores industriales y de servicios tienen una importancia marginal.